# Comuna Jeleabovka, Nîjnohirskîi
Jeleabovka (în ucraineană Желябовка) este o comună în raionul Nîjnohirskîi, Republica Autonomă Crimeea, Ucraina, formată din satele Jeleabovka (reședința) și Lomonosove.

## Demografie
Componența lingvistică a comunei Jeleabovka
     Rusă (68,93%)
     Tătară crimeeană (17,16%)
     Ucraineană (13,35%)
     Alte limbi (0,06%)
Conform recensământului din 2001, majoritatea populației comunei Jeleabovka era vorbitoare de rusă (68,93%), existând în minoritate și vorbitori de tătară crimeeană (17,16%) și ucraineană (13,35%).